# コノヒキ

オアフ島のアフプアア

コノヒキ（英語: Konohiki）はアメリカ合衆国ハワイ州でハワイ王国時代が終わるまでの伝統的な社会で、アリイ（貴族）が支配した土地、アフプアアを管理する役割をした人である。 

## 背景
ハワイ王国時代が終わるまでの伝統的社会では、土地の支配単位の呼称は最も大きいものからアウプニまたはモクプニ、モク、アフプアア、イリアイナと続いた。
- モクプニ（mokupuni） - 島全体
- モク（moku） - 島内の最も大きな土地単位
- アフプアア
- イリイ（ʻili） - 各アフプアア内に２、３あった

ハワイ先住民は２種類の農業を行っていた。灌漑方式と降雨方式で、灌漑方式の農地ではタロイモを育て、降雨方式の農地ではウアラ（サツマイモ）、ヤムイモ、乾燥地タロイモを育て、またパンノキ、ココナツ、バナナ、サトウキビなどを育てた。
ハワイ人はイヌ、ニワトリ、ブタなども飼育した。各家庭で、自宅菜園も行っていた。水はこうした作業に大切なもので、川か泉から取っていた。
このため、各アフプアアは山から海へと、川の流れに沿って、扇状地のように規定されていた。

## コノヒキの役割
アリイが持つアフプアアアで、コノヒキはアリイから委託されて、アリイが統治する土地の利用を管理した。またいつ、誰から誰へ贈り物をするか、住民がどのくらい税（農産物・海産物・工芸品など）を治めるかも規定した。ハワイの新年は税を納める時期でもあり、コノヒキが活躍する時期でもあった。
コノヒキは通常アリイの身分から選ばれるが、必ずしもそのアフプアアア出身ではなく、一定期間が過ぎると他のアフプアアアへ「転勤」していった。 
19世紀後半になってハワイでも資本主義化が進むと、コノヒキは徴税人となっていった。

## 参照項目
- ハワイ王国の土地支配制度